# Lorenzo Ebecilio
Lorenzo Ebecilio (Hoorn, 1991. szeptember 24.) holland labdarúgó. Jobblábas támadó játékos, aki leginkább szélsőként játszik a mérkőzéseken. 2010-től játszik profiként. Profi karrierjét az Eredivisie legsikeresebb csapatánál, az AFC Ajax-nál kezdte. 2013-tól pedig Ukrajnában játszik jelenlegi csapatánál, a Metallurg Donyecknél. 2011-től tagja lett a Holland U21-es labdarúgó-válogatottnak.
Családjában rajta kívül több labdarúgó is van. Fiatalabb testvére, Kyle Ebecilio az Arsenal fiatalcsapatában játszik. Míg unokatestvérei, Jeffrey Bruma a Chelsea csapatának a tagja, Marciano Bruma pedig a holland Rijnsburgse Boys csapatában játszik.

## Pályafutása

### Fiatalkor
Pályafutását szülövárosa amatőr klubjában, a VV de Blokkers-ben kezdte. Később innen került át a HVV Hollandia, majd az AZ fiatalcsapatába. Végül egy komoly dolog miatt kellett elhagynia az alkmaari csapatot. 2005 október 27-én, néhány hónappal apja halála után a tizennégy éves Lorenzo szívrohamot kapott. Már a klinikai halál állapotában volt. Ezek után defibrillátor segítségével hozták vissza az élők közé. Ezek után az AZ csapata már nem vette őt vissza az egészségi problémái miatt. Ezért újra visszatért a HVV Hollandia-hoz. A szívével ezek után már nem volt semmi gond. Később az Ajax csapata felvette őt az ifjúsági akadémiájára.

### AFC Ajax
Miután az Ajax-akadémiájára járt, tagja lett az Ajax juniorcsapatának. A Jong Ajax-ot akkor Frank de Boer vezette, aki később a felnőttcsapatnál is az edzője lett. Miután Martin Jol vezetőedző 2010 decemberében elhagyta az amszterdami gárdát, Frank de Boer vette át a helyét. Ő hozta be először Lorenzót a nagycsapatba. Debütálására 2010. december 12-ig kellett várnia. Ekkor a Vitesse Arnhem csapata ellen lépett először pályára. Azonnal kezdőként vetették be a 0:1-re megnyert mérkőzésen. A mérkőzés után azonnal alapember lett a csapatban. December 23-án az AZ elleni Holland-kupa nyolcaddöntőt 1:0-ra megnyerték és őt választották a "Mérkőzés emberének" a volt csapata ellen. Még ebben a szezonban debütált az európai porondon is. Február 17-én az Európa-ligában az Anderlecht ellen lépett pályára először Brüsszelben. Ezt 0:3-ra az Ajax nyerte. Első gólját március 3-án lőtte, a Holland-kupa elődöntőjében az RKC Waalwijk csapatát legyőző 5:1-es mérkőzésen. Pár nap múlva belőtte első bajnoki gólját is. Március 6-án 4:0-ra verték meg az AZ csapatát és itt volt először sikeres. A szezon utolsó bajnoki mérkőzésén 3:1-re győztek a nagy rivális Twente Enschede ellen és ezzel megnyerték a bajnoki címet.
A következő 2011–2012-es szezonban viszont kikerült a kezdőcsapatból és csak csereként lépett pályára. A helyét a nyáron leigazolt Boerrigter vette át. Október 2-án az FC Groningen elleni bajnoki mérkőzésen egy kisebb sérülést szenvedett és ezért 4 hetet ki kellett hagynia. Szezonbeli első gólját a Roda Kerkrade ellen lőtte október 29-én. A szezon tavaszi felében volt egy elég gólerős időszaka. A márciusban lejátszott 4 mérkőzésen összesen 5 alkalommal talált be. Ekkor lőtte be élete első mesterhármasát is. Március 4-én, a Roda Kerkrade ellen lejátszott és 4:1-re megnyert mérkőzés második félidejében volt háromszor eredményes. Ezek után a bajnokság többi mérkőzésén általában pályára lépett és még 2 gólt is szerzett. Miután egy 14-es győzelmi sorozattal zárták a bajnokságot, így sikerült megvédeniük a bajnoki címüket és Ebecilionak is sikerült elnyernie a karrierje második bajnoki címét.
Az ezt követő 2012–2013-as szezon őszi felében kikerült a csapatból és ezért nem játszott egy mérkőzést sem. Főleg ezért januárban úgy döntött, hogy eligazol az ukrán Metallurg Donyeck csapatához.

### Metallurg Donyeck
Január 10-re sikerült mindenben megállapodnia a két klubnak ezért ezen a napon meg is kötötte Ebecilio a szerződést az új klubjával.

### Válogatott
Ebecilio fiatalkorában tagja volt a holland U17-es válogatottnak. Velük 2008-ban részt vett a 2008-as U17-es Európa-bajnokságon Törökországban. Ott az elődöntőig jutottak el. 2010-ben már a Holland U19-es válogatott tagja volt. Ebben az évben velük az U19-es Európa-bajnokságon vett részt Franciaországban. Ott csoportjukban utolsók lettek. 2011 február 9-én pedig a Holland U21-es válogatottban debütált egy Csehország elleni mérkőzésen.

## Statisztika

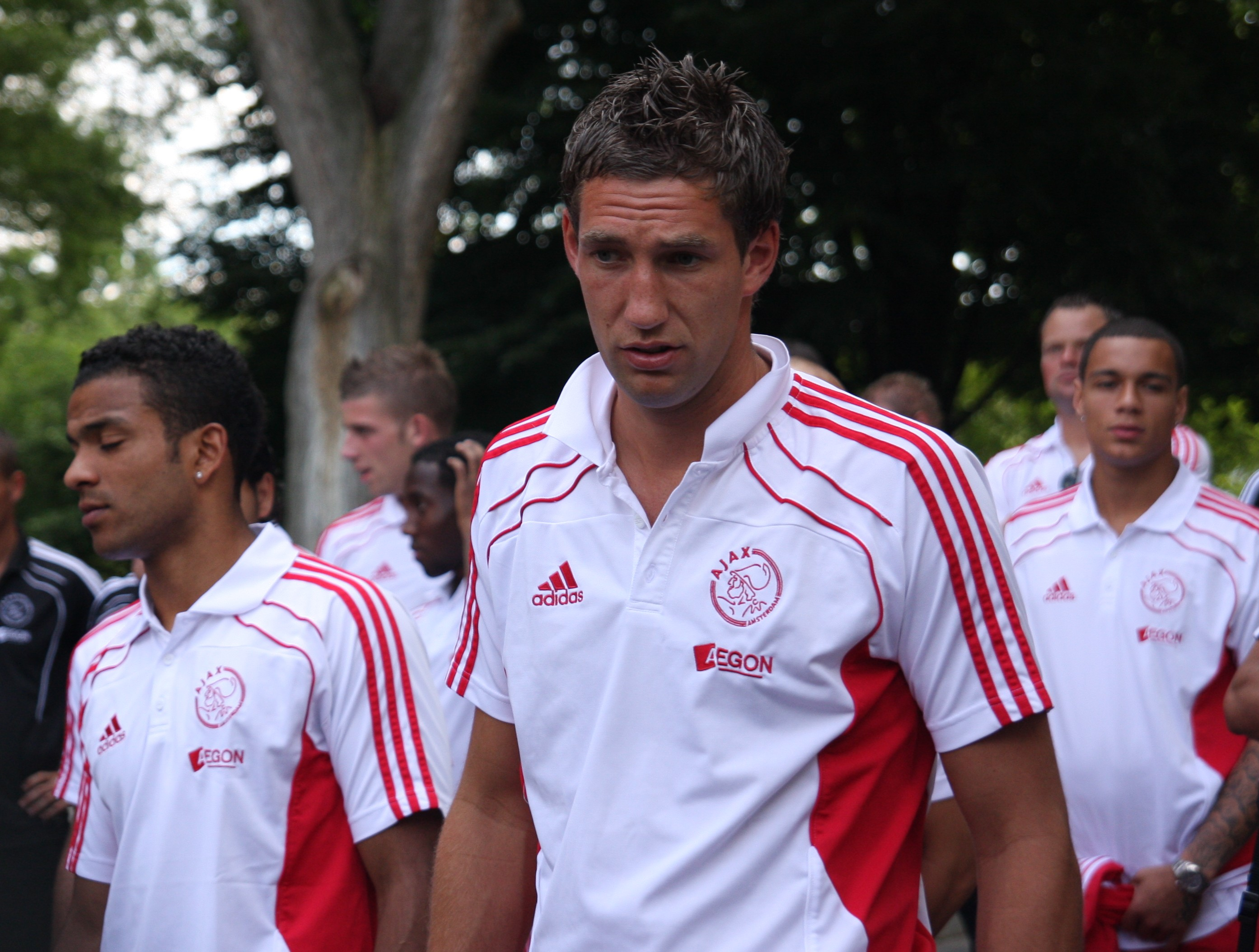
Ebecilio (balra), Stekelenburg és Van der Wiel.

2013. január 10.
| Klub               | Szezon             | Bajnokság | Bajnokság | Kupa  | Kupa  | Szuperkupa | Szuperkupa | Európa | Európa | Összesen | Összesen |
| Klub               | Szezon             | Mérk.     | Gólok     | Mérk. | Gólok | Mérk.      | Gólok      | Mérk.  | Gólok  | Mérk.    | Gólok    |
| ------------------ | ------------------ | --------- | --------- | ----- | ----- | ---------- | ---------- | ------ | ------ | -------- | -------- |
| AFC Ajax           | 2010–11            | 14        | 3         | 3     | 1     | 0          | 0          | 4      | 0      | 21       | 4        |
| AFC Ajax           | 2011–12            | 22        | 6         | 0     | 0     | 1          | 0          | 5      | 0      | 28       | 6        |
| AFC Ajax           | 2012–13            | 0         | 0         | 0     | 0     | 0          | 0          | 0      | 0      | 0        | 0        |
| Hollandia összesen | Hollandia összesen | 36        | 9         | 3     | 1     | 1          | 0          | 9      | 0      | 49       | 10       |
| Metallurg Donyeck  | 2012–13            | 0         | 0         | 0     | 0     | 0          | 0          | 0      | 0      | 0        | 0        |
| Ukrajna összesen   | Ukrajna összesen   | 0         | 0         | 0     | 0     | 0          | 0          | 0      | 0      | 0        | 0        |
| ÖSSZESEN           | ÖSSZESEN           | 36        | 9         | 3     | 1     | 1          | 0          | 9      | 0      | 49       | 10       |

## Eddigi sikerek

### Csapat
AFC Ajax
- Bajnoki cím (2x): 2011, 2012